# Ernst Wittich (Geologe)
Ernst Ludwig Maximilian Emil Wittich (* 22. August 1871 in Neu-Isenburg; † 1952 ebenda) war ein deutscher Geologe und Paläontologe.
Wittig war der Sohn eines Fabrikanten in Neu-Isenburg und besuchte das Gymnasium in Darmstadt bis zum Abitur 1891. Schon als Schüler wurde er zur Geologie hingezogen, als er Vorträge von Georg Friedrich Kinkelin im Senckenberg-Institut in Frankfurt hörte. Er studierte Naturwissenschaften an der TH Darmstadt, an der Universität München und Gießen mit dem Staatsexamen für das höhere Lehramt 1895. Danach war er Assistent von Richard Lepsius am Großherzoglichen Landesmuseum in Darmstadt und war Mitarbeiter des Geologischen Landesamtes in der geologischen Landesaufnahme von Hessen. Er ist bekannt für die erste grundlegende Untersuchung der Grube Messel in seiner Dissertation in Geologie in Gießen 1898. Danach war er Lehrer, unter anderem am Neuen Gymnasium in Darmstadt, in deren Jahresbericht er 1907 über die Geologie von Hessen veröffentlichte. Später zog er nach Mexiko, wo er als Geologe arbeitete. Er war damals am nationalen geologischen Institut in Mexiko-Stadt und erforschte unter anderem mit Emil Böse die Geologie der Region des Nordens der Halbinsel Baja California.
1910 veröffentlichte er in Mexiko eine Festschrift in Würdigung von Alexander von Humboldt zum Unabhängigkeitsjubiläum von Mexiko.
Er lebte noch 1935 in Mexiko, kehrte aber nach Deutschland zurück und starb 1952 in seinem Heimatort. 1938/39 lebte er in Berlin. Er veröffentlichte über das Zeitungswesen und frühe Drucke in Mexiko.

## Schriften
- Beiträge zur Kenntnis der Messeler Braunkohle und ihrer Fauna, Abhandlung Großherzog-Hessische Geologische Landesanstalt, Darmstadt 1898 (Dissertation in Gießen), Digitalisat, Digitalisat
- Übersicht der geologischen Verhältnisse des Großherzogtums Hessen. Beilage zum Jahresbericht des Neuen Gymnasiums in Darmstadt Ostern 1907, Darmstadt 1907 Digitalisat
- Als Herausgeber und Mitautor: Memoria científica para la inauguración de la estatua de Alejandro de Humboldt: obsequiada por S.M. el emperador alemán Guillermo II á la nación mexicana con motivo del primer centenario de su independencia, México, 13 de septiembre 1910, Mexiko: Müller, 1910
  - Gleichzeitig auch in Deutsch erschienen: Wissenschaftliche Festschrift zur Enthüllung des von Seiten Seiner Majestät Kaiser Wilhelm II. dem mexikanischen Volke zum Jubiläum seiner Unabhängigkeit gestifteten Humboldt-Denkmals, Mexiko: Müller 1910, für die Deutsche Kolonie Mexiko, (darin von Wittich: Alexander von Humboldt- biographische Skizze, und: Der Nevado de Toluca, einer der beiden grossen mexikanischen Vulkane, welche A. von Humboldt erstieg, sowie: Humboldt’s Reisen in Mexiko, S. 47–63)
- Neue Aufschlüsse im Lavafeld von Coyoacan bei Mexiko, Neues Jahrbuch für Mineralogie, Geologie und Paläontologie, 1910, S. 131–137 Archive
- Strandlinien an der Südküste von Niederkalifornien, in: Globus, Band 97, 1910, S. 379 Digitalisat
- Über Meeresschwankungen an der Küste von Kalifornien, Zeitschrift der Deutschen Geologischen Gesellschaft, 64, 1912, S. 505–512 Archive
- mit Pastor y Giraud: Riesengipskristalle aus Chihuahua, Nord-Mexiko, Centralblatt für Mineralogie, Nr. 22, 1912, S. 731–733
- Geologie und Nutzmineralien, in: Mexiko. Kurze Bericht über die wirtschaftlichen Fortschritte im letzten Jahrzehnt mit statistischen Angaben, Mexikanisches Konsulat in Deutschland in Hamburg, 1923
- Beitrag zur Geologie der Golfregion von Mexiko, Verh. Naturhist-Mediz. Verein Heidelberg, Band 15, Beilagenheft 2, 1923, S. 1–4
- Los Minerales de Huautla, Morelos y Chiautla, Bol. Minero, Puebla, Band 15, Nr. 3, 1923, S. 320–345
- Die Entwicklung des Zeitungswesens in Mexiko, in: Zeitungswissenschaft, Band 10, 1935, S. 479–515